# Enrique Breccia
Enrique Breccia (Buenos Aires, 26 de octubre de 1945) es un ilustrador, pintor e historietista argentino, reconocido en el ámbito de la historieta por obras como Alvar Mayor, El Sueñero, Avrack, el Señor de los Halcones, Los centinelas, así como sus producciones para el sello Vertigo de DC Comics entre las que se destacan Cosa del Pantano y la novela gráfica Lovecraft. En el año 2011 recibió el premio Gran Guinigi como Maestro de la historieta.
Es hijo del también historietista Alberto Breccia.

## Biografía
Hijo del dibujante Alberto Breccia, fue influenciado por su padre desde pequeño en la pintura, el dibujo y las historietas. Profesionalmente, comenzó a finales de los años 1960 ilustrando novelas argentinas para la editorial Difusión.
Su primer trabajo profesional fue su colaboración en La vida del Che (1968), junto con su padre y con guion de Héctor Germán Oesterheld. Los originales de esta obra serían quemados más tarde debido a la situación política que atravesaba el país, una dictadura militar que encontraba en esta obra ideas contrarias a las suyas.También junto a su padre, colaboró en la realización de dos obras: Mort Cinder, realizando la labor técnica del dibujo, y El Eternauta, creando las situaciones de mayor pesadilla de la historia.
En 1972 comenzó una colaboración de 8 años, bajo seudónimo, en la serie Spy 13 para la editorial británica Fleetway. En ese período realizó La leyenda de Thyl Ulenspiegel basada en la adaptación de Norberto Buscaglia de la obra de C. de Cóster (historia que quedó inconclusa), de donde proviene el estilo para su personaje más famoso, Alvar Mayor. Ese mismo año empezará a colaborar con ilustraciones para la revista Billiken y los libros de la Colección Billiken. En esta época trabaja para la revista italiana Linus. Ya con guiones propios realiza obras de temática bélica.
Junto a Scutti de Ediciones Récord, realiza historietas que se vendían en Italia. En 1976 en la revista Skorpio, de Ediciones Récord, publica El buen Dios con guion de Carlos Trillo. Con el mismo guionista y a partir del número 36 de 1977 de la mencionada revista, comienzan a publicar Alvar Mayor. En Récord trabajó junto a guionistas como Guillermo Saccomano, Ricardo Barreiro y Walter Slavich.
Participó en la revista Superhumor desde sus inicios, en 1980, en la que, junto al guionista Carlos Trillo, realiza Los enigmas del PAMI.
A partir de 1979 y hasta 1981, en colaboración con su padre, realizó dibujos en tinta china sobre sucesos históricos y próceres argentinos –Revolución de Mayo, Manuel Belgrano, Declaración de independencia de la Argentina, José de San Martín, Batalla de la Vuelta de Obligado, Cornelio Saavedra, entre otros– para la serie televisiva de relatos ilustrados Microhistorias del mundo, de Carlos Alberto Aguilar, emitida entre los años 1980 y 1982 por ATC (Canal 7) durante las tandas comerciales de la emisora. Estas ilustraciones en forma de historieta, serían posteriormente coloreadas con acuarelas por su hermana, Patricia Breccia. La mayoría de estos originales, al igual que La vida del Che fueron quemados por el Proceso de Reorganización Nacional.
En 1983 y para la revista D'artagnan de Editorial Columba, dibuja Ibáñez con guiones de Robin Wood.
En 1984, aparece en el mercado la revista Fierro. Enrique publicó en ella desde el comienzo. Allí aparecerían dos historietas reconocidas de él, El cazador del tiempo, y en 1985, El Sueñero. Otras obras de esta etapa son Metro-Carguero, con guiones de Enrique y dibujos de Cacho Mandrafina; y El reino azul, dónde dibuja, en color, los guiones de Carlos Trillo.
Dibujó también la primera parte de la trilogía sobre Lope de Aguirre con guion de Felipe Hernández Cava que habrían de terminar Federico del Barrio y Ricard Castells.
Su debut en Estados Unidos fue con X-Force para Marvel en 2000, la tapa de Uncanny X-Men, Legion Worlds y Batman: Gotham Knights para DC comics. Por encargo del editor Karen Berger realizó las ilustraciones de la novela gráfica Lovecraft publicada por Vertigo Comics en 2003.
En 2012 recibió un Diploma al Mérito de los Premios Konex como uno de los mejores ilustradores de la última década en Argentina. En el mismo año realizó los dibujos de una historia de Dylan Dog para Sergio Bonelli Editore; para la misma editorial italiana dibujó un álbum especial de Tex, editado en 2016.